# Reinhard Thole

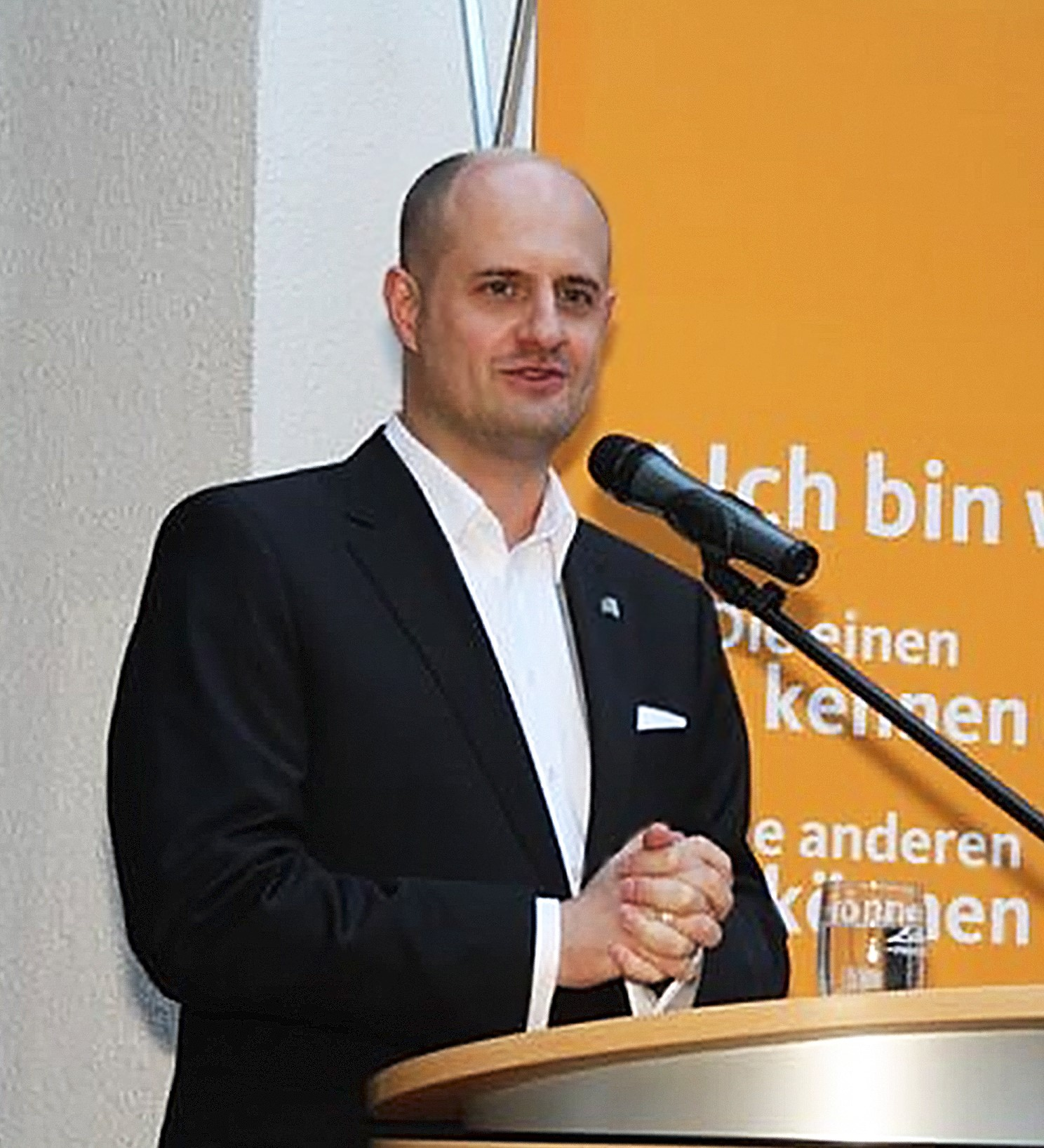
Reinhard Thole

Reinhard Thole ist ein deutscher Aktivist der LGBTQ-Bewegung und Manager aus Berlin. Er zählt zu Germany’s Top 100 Out Executives und war u. a. Mitbegründer und Bundesvorsitzender der Lesben und Schwulen in der Union (LSU) sowie Vorstand des Berliner Christopher Street Day. Thole ist als Führungskraft in der Deutsche Bank Group tätig. Nebenberuflich ist er Referent und Moderator zu Diversity-Themen.

## Leben
Reinhard Thole wuchs im niedersächsischen Lohne auf und machte eine Ausbildung zum Bankkaufmann. Später studierte er an der Christian-Albrechts-Universität zu Kiel politische Wissenschaft und schloss mit dem Magister Artium ab.
Thole ist Mitbegründer der „Lesben und Schwulen in der Union“ (LSU Deutschland) und war von 2007 bis 2010 ihr Bundesvorsitzender. Von 2011 bis 2014 war er Vorsitzender des „Berliner Christopher Street Day“ (CSD Berlin), dem Trägerverein einer der größten Pride-Demonstrationen Europas, und hielt vor dem Brandenburger Tor die Abschlussrede der jährlichen Pride-Veranstaltung vor mehr als 200.000 Menschen.

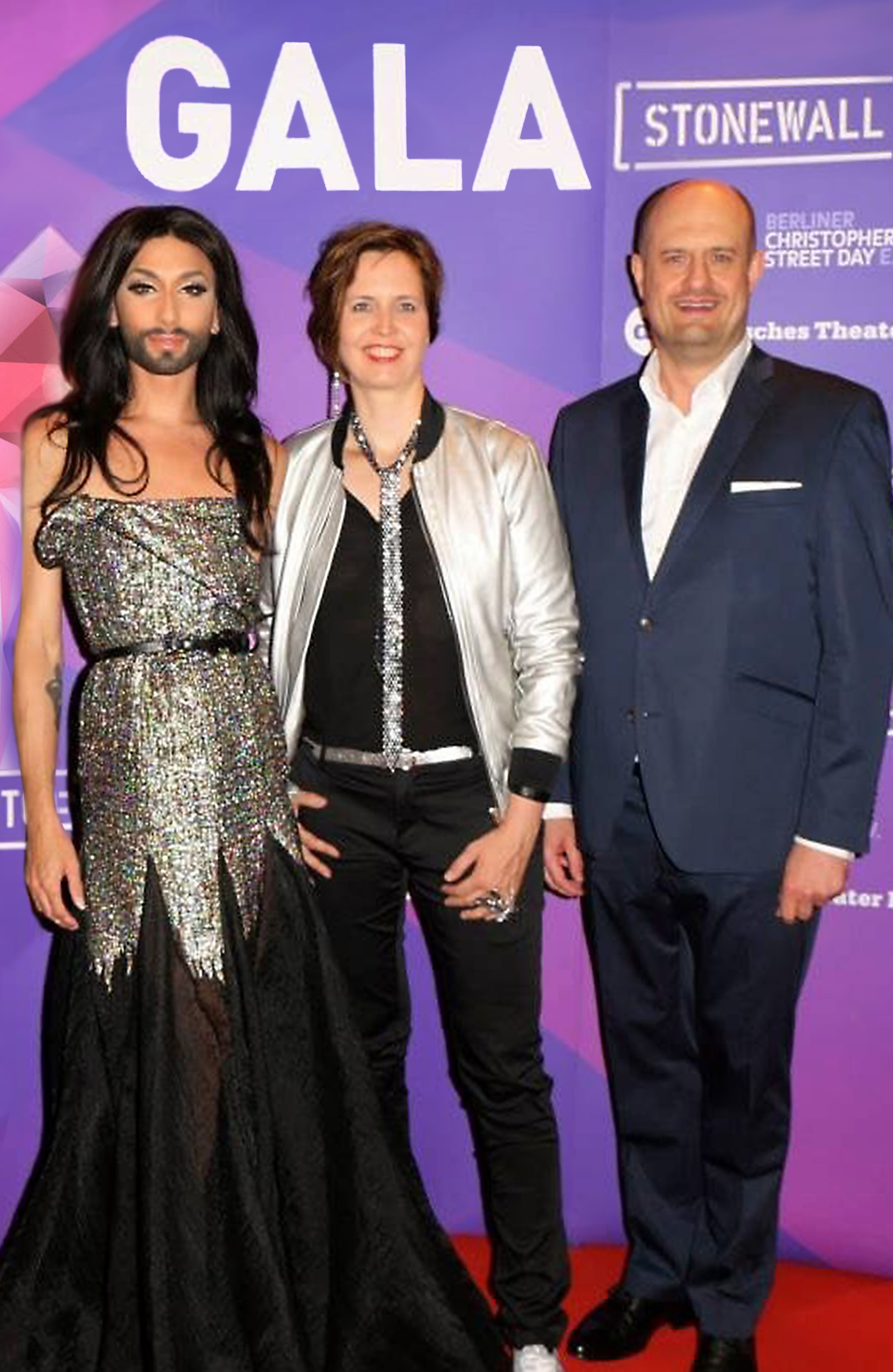
Reinhard Thole (rechts) bei einer Preisverleihung mit Conchita Wurst (links) in Berlin im Jahr 2014

2014 überreichte Thole bei der CSD-Gala Conchita Wurst als Gewinnerin des Eurovision Song Contests den Ehrenpreis Soul of Stonewall Awards des Berliner CSD.
Seit 2004 ist Thole Führungskraft in der Deutsche Bank Group im Bereich der Qualifizierung und war von 2009 bis 2016 Co-Sprecher von dbPride, dem LGBTQ-Bewegung-Netzwerk des Deutsche-Bank-Konzerns. Nebenberuflich ist er Referent und Moderator zu den Themen Vielfalt und Diversity Management.
In den Jahren 2018 und 2019 wurde Thole jeweils in die Liste der 100 bekanntesten LGBTQ-Führungskräften in Deutschland aufgenommen (Germany’s Top 100 Out Executives).

## Gesellschaftliches Wirken
Dem Spiegel sagte Thole im Jahr 2010, dass die „Diskriminierung von Homosexuellen nicht länger hinnehmbar ist“. Homosexuellen müsse das Recht eingeräumt werden, sich das Jawort zu geben – „zum gleichen Preis versteht sich“.
Die LSU sieht Thole als konstruktiv-kritischen Partner der lesbisch-schwulen Interessenvertretung innerhalb der Union mit dem Ziel, die Akzeptanz von Homosexuellen in der Union und der Gesellschaft zu stärken.
In einem Interview im Focus sagte er, dass er davon ausgehe, dass es in der CDU/CSU diverse Lesben und Schwule in höheren Ämtern gibt, von deren Orientierung man nichts wisse, er aber nichts von Zwangsouting halte. Er habe Verständnis, wenn schwule Politiker wie z. B. Ole von Beust kein offensives Outing machen: „Ich kann die Zurückhaltung sehr gut verstehen, weil oft Politiker sehr stark auf dieses Thema reduziert werden und es dann schwerer haben mit anderen Sachthemen.“
Als einen der größten Erfolge der LSU sieht Thole, dass das Ende 2007 verabschiedete CDU-Grundsatzprogramm erstmals gleichgeschlechtliche Partnerschaften erwähnt. Als wegweisend für die Union bezeichnet der Verband außerdem das schwarz-grüne Projekt in Hamburg. Damit gelinge es laut Thole der Union, „bürgerlich-konservative, christlich-soziale und liberale Positionen“ zu verbinden.
Thole bezeichnete Hamburgs schwulen CDU-Bürgermeister Ole von Beust als Vorreiter in der Gleichstellungspolitik. Er sei eine besondere Integrationsfigur gewesen.
Für Thole ist es wirtschaftlich sinnvoll, Diversity Management zu betreiben: „Wenn man als Schwuler oder als Lesbe anfängt, eine Geschichte zu erfinden oder seine sexuelle Orientierung zu verstecken, setzt einen das ja unter Druck, man bekommt Angst. Das senkt die Produktivität einer Studie zufolge um 20 Prozent.“